# Nipponomysis tenuiculus
Nipponomysis tenuiculus is een aasgarnalensoort uit de familie van de Mysidae. De wetenschappelijke naam van de soort is voor het eerst geldig gepubliceerd in 1940 door Ii.